# Герб Тарасівки Києво-Святошинського району
Герб Тарасівки — офіційний геральдичний символ села в передмісті Києва Тарасівки. Затверджений 26 березня 2006 року. Автор — Сизон В. Г.

## Опис
Герб є лазурово-зеленим щитом. У верхній (лізуровій) частині зображений Архістратиг Михаїл у срібних обладунках і червоному плащі з вогняним мечем у правій руці та срібним щитом у лівій. В нижній частині (зеленій) зображено золоту скіфську пектораль.
Щит обрамований декоративним картушем та увінчаний золотою сільською короною.